# Adampol (kolonia w województwie lubelskim)
Adampol – kolonia w Polsce położona w województwie lubelskim, w powiecie włodawskim, w gminie Wyryki.
W latach 1975–1998 miejscowość administracyjnie należała do województwa chełmskiego.
W miejscowości znajduje się myśliwski pałac Zamoyskich, zaprojektowany przez Jana Witkiewicza Koszczyca i zbudowany w latach dwudziestych XX wieku. W dniach 27–30 września 1939 w pałacu mieściła się kwatera generała dywizji Franciszka Kleeberga, dowódcy Grupy Operacyjnej „Polesie”. Obecnie mieści się tu Zakład Opieki Zdrowotnej Gruźlicy i Chorób Płuc.
Wierni Kościoła rzymskokatolickiego należą do parafii Najświętszego Serca Jezusowego we Włodawie.

## Pałac Zamoyskich
Myśliwski Pałac Zamoyskich został wybudowany z cegły (otynkowany) w stylu eklektycznym w latach 1923–1928 (według wytycznych  pierwszego właściciela – Konstantego Zamoyskiego, wnuka Augusta), przez architekta Zygmunta Dewuara, a następnie Jana Koszczyca Witkiewicza) dla Jana i Natalii Zamoyskich.
Pałac wraz z bocznymi skrzydłami i z zabudowaniami gospodarczymi zgrupowany jest wokół czterobocznego dziedzińca. Główny budynek, z elewacją frontową zwróconą na południowy wschód, wzniesiony został na planie podłużnego prostokąta z półkolistą kolumnadą na osi fasady. Od wschodu dostawione jest pod kątem prostym skrzydło boczne na planie podłużnym z ryzalitami na osi z przodu i z tyłu. W części północnej pomiędzy skrzydłami bocznymi a budynkami gospodarczymi znajdują się wieżyczki na planie koła.
Główny budynek wchodzący w skład zespołu jest parterowy, podpiwniczony, z użytkowym poddaszem i wieżami w północnych narożach. Korpus nakryty wysokim dachem dwuspadowym z lukarnami i wieżami z dachami cebulastymi. Od południowego zachodu do korpusu przylega parterowy korytarz z półkolistym ryzalitem od zewnątrz, nad którym znajduje się trakt spacerowy. Ściany zewnętrzne pałacu na niskim cokole, gładkie zwieńczone gzymsem.
Fasada jednokondygnacyjna, dwunastoosiowa. Pośrodku znajduje się półkolisty portyk o wysokich smukłych kolumnach, na którym wspiera się balkon. Okna rozmieszczone regularnie. Elewacja północno-zachodnia, od dziedzińca parterowa w części korpusu, z pięcioosiowym dwukondygnacyjnym ryzalitem zwieńczonym trójkątnym szczytem, flankowana piętrowymi wieżami o nieregularnie rozmieszczonych oknach. Szczyt ryzalitu opracowany jest w następujący sposób: w prostokątnym polu środkowym ujętym pilastrami znajduje się kartusz herbowy, nad którym umieszczony został trójkątny przyczółek z gzymsem kostkowym. Partia środkowa ujęta została dwoma spływami, które zakończone są niewielkimi filarami.
Dekoracja ścian i wnętrza wykonana została z elementów rzeźbiarskich przeniesionych ze zniszczonego w czasie I wojny światowej osiemnastowiecznego pałacu w Różance, dawnej siedziby linii rodu Zamoyskich z Włodawy. We wschodnim skrzydle wkomponowano trzynaście kapiteli korynckich, pochodzących z początku XVIII wieku oraz tablicę informacyjną z datą 1716. Do pałacu w Adampolu przeniesiono także kominek z 1836 oraz kilka klasycystycznych rzeźb. W skrzydle zachodnim, w kaplicy, wmontowano dwa średniowieczne witraże.